# Burg Töpen
Die Burg Töpen ist eine abgegangene mittelalterliche Turmhügelburg (Motte) am Gutshof Töpen (Burghof) am westlichen Rand von Töpen im Landkreis Hof in Bayern.
Von der ehemaligen Mottenanlage ist nichts erhalten.